# Райгородська вулиця (Київ)
Ра́йгородська ву́лиця — вулиця в Голосіївському районі міста Києва, місцевість Добрий Шлях. Пролягає від Чумацького провулку до тупика.
Прилучається Горяна вулиця.

## Історія
Вулиця виникла в середині XX століття під назвою Нова. Сучасна назва — з 1957 року.